# Saillenard
Saillenard település Franciaországban, Saône-et-Loire megyében. Lakosainak száma 810 fő (2022. január 1.). Saillenard Fontainebrux, Bletterans, Les Repôts, Beaurepaire-en-Bresse, Le Fay és Frangy-en-Bresse községekkel határos.

## Népesség
A település népessége az elmúlt években az alábbi módon változott:
| Lakosok száma | 763  | 777  | 797  | 785  | 789  | 789  | 793  | 790  | 810  |
|               | 2013 | 2015 | 2016 | 2017 | 2018 | 2019 | 2020 | 2021 | 2022 |